# Baciamo le mani
Pour plus de détails, voir Fiche technique et Distribution.
Baciamo le mani est un poliziottesco italien réalisé par Vittorio Schiraldi (it) et sorti en 1973.

## Synopsis
Stefano Ferrante, fils d'Angelino, chef de la mafia palermitaine, est tué par le jeune Gaspare Ardizzone parce qu'il a refusé de lui vendre un terrain à bâtir. L'aîné des Ferrante fait venir Santino Billeci des États-Unis, mais ce dernier est tué par Ardizzone, qui deviendra peu après le chef de la famille. Masino, fils du conseiller d'Angelino Ferrante, tombe amoureux de Mariuccia, la veuve de Stefano, qui tombe enceinte.
Pour cette raison, et parce qu'il l'a obligée à vendre la terre contestée, Mariuccia est tuée et Masino est poussé par son père à se suicider. Angelino Ferrante est mis en prison à la suite d'une dénonciation de Gaspare Ardizzone, puis Luca, le cousin de Stefano, décide d'en finir : il tue un groupe d'opposants et se heurte à Ardizzone qui, avant d'être tué, le blesse. Mais parce qu'il a lui aussi enfreint les règles, il se fait tuer.
Revenu clandestinement de sa détention, Angelino Ferrante se rend avec son ancien conseiller sur le terrain rempli d'immeubles en construction : tous deux se font tuer dans l'indifférence des ouvriers.

## Fiche technique
- Titre italien : Baciamo le mani[1] (litt. « le baise-main » / « embrasse la main »)
- Réalisateur : Vittorio Schiraldi (it)
- Scénario : Vittorio Schiraldi (it)
- Photographie : Marcello Gatti
- Montage : Franco Fraticelli
- Musique : Enrico Simonetti
- Décors : Enrico Sabbatini
- Production : Arcangelo Picchi
- Société de production : Aquila Cinematografica
- Pays de production :  Italie
- Langue originale : italien
- Format : Couleurs par Technicolor - Son mono - 35 mm
- Durée : 113 minutes
- Genre : poliziottesco
- Dates de sortie :
  - Italie : 23 février 1973

## Distribution
- Arthur Kennedy : Don Angelino Ferrante
- Agostina Belli : Mariuccia
- John Saxon : Gaspare Ardizzone
- Pino Colizzi : Masino D'Amico
- Spiros Focas : Luca Ferrante
- Paolo Turco : Massimo Ferrante
- Marino Masè : Luciano Ferrante Luciano Ferrante
- Corrado Gaipa : Don Emilio Grisanti
- Giuseppe Addobbati : Nicola D'Amico
- Daniele Vargas : Don Santino Villeci
- Joshua Sinclair : Stefano Ferrante

## Exploitation
La première projection du film à Palerme, en présence du réalisateur, a suscité une vive controverse ; le public s'est opposé à la représentation du peuple sicilien dans une attitude passive, victime de la peur et impuissante face à la mainmise progressive des organisations mafieuses.
« Mi auguro che da ciò possa scaturire una più serena presa di coscienza. Alcuni degli spettatori hanno reagito non esitando a definire Baciamo le mani un film "mafioso" a causa degli accenti di commossa elegia che accompagnano il tramonto di una generazione di "don" ormai seppellita. »
— Vittorio Schiraldi (it)

« J'espère qu'il en résultera une prise de conscience plus sereine. Certains spectateurs ont réagi en n'hésitant pas à qualifier Baciamo le mani de film "mafieux" en raison des accents d'élégie émouvante qui accompagnent le crépuscule d'une génération de "don" aujourd'hui enterrée. »